# Stichophanes ningshaanensis
Stichophanes ningshaanensis är en ormart som beskrevs av Yuan 1983. Stichophanes ningshaanensis är ensam i släktet Stichophanes som ingår i familjen snokar. IUCN kategoriserar arten globalt som otillräckligt studerad. Inga underarter finns listade i Catalogue of Life.
Arten är med en längd upp till 75 cm en liten orm. Den lever i centrala Kina i träskmarker. Området där individer hittades var täckt av buskar och bredvid träskmarken fanns lövskogar. Födan utgörs troligen av snäckor. Honor lägger ägg. Efter upptäckten året 1983 hittades inga fler exemplar.